# 雅各比冰川
75°48′S 132°6′W / 75.800°S 132.100°W
雅各比冰川（英語：Jacoby Glacier）是南極洲的冰川，位於瑪麗伯德地，流經本尼格豪森山和安德勒斯山之間的阿梅斯山脈東坡，美國地質調查局根據測量和該國海軍的空中照片繪入地圖。